# Denis Olivera
Denis César Olivera Lima, noto semplicemente come Denis Olivera (Minas, 29 luglio 1999), è un calciatore uruguaiano, attaccante del Miramar Misiones.

## Carriera
Cresciuto nel settore giovanile del Danubio, ha debuttato in prima squadra il 5 febbraio 2019 disputando l'incontro di Coppa Libertadores pareggiato 2-2 contro l'Atlético Mineiro.
Il 9 gennaio 2020 è stato ceduto in prestito al Peñarol.